# Montenegros riksvapen

Montenegros riksvapen mellan 1994 och 2004.

Montenegros riksvapen antogs 2004 och härstammar från, den numera icke regerande, kungafamiljen Petrović-Njegoš. Riksvapnet skapades ursprungligen, dock inte i sin fulla nuvarande form, under 1800-talet och har sina rötter i det ryska statsvapnet. Dubbelörnen är en klassisk slavisk symbol och härstammar från Bysans. Örnen i Montenegros riksvapen var ursprungligen vit, liksom det serbiska riksvapnet, vilket även kan förklaras av de nära etniska banden mellan de två slaviska folken. Lejonet är en symbol ursprungligen hämtad från sjömakten Republiken Venedig men antogs av kung Nikola I som landets symbol tillsammans med dubbelörnen, som precis som dubbelörnen i Serbiens riksvapen var vit.
Under tiden efter andra världskriget i det socialistiska Jugoslavien fick Montenegro ett nytt statsvapen som inte bar några spår av de äldre symbolerna. Vapnet som antogs 1946 innehöll en bild av berget Lovcan, som haft stor betydelse i Montenegros historia och dess kamp mot turkarna under 600 år. I bakgrunden syntes vågor som symboliserade Adriatiska havet och skölden var krönt med en röd stjärna. 1994 antogs återigen ett nytt riksvapen som är en replika av det vapen som kung Nikola införde på 1800-talet.